# Samsø

Das Wappen der Insel

Samsø ist eine dänische Insel im Kattegat, zwischen der jütischen Ostküste, der seeländischen Halbinsel Røsnæs und Fünen. Die Insel hat 3656 Einwohner (1. Januar 2025) und ist 112,06 km² groß. Seit 1962 bildet Samsø eine eigene Kommune, seit 2007 gehört sie zur Region Midtjylland.
Samsø verzeichnete 2014 die meisten Sonnenscheinstunden in Dänemark und schlug damit die traditionell sonnenreichste Insel Bornholm.
Fährverbindungen gibt es von Hov (Jütland) und Aarhus nach Sælvig und von Kalundborg (Seeland) nach Ballen.

## Inselteile

### Norden

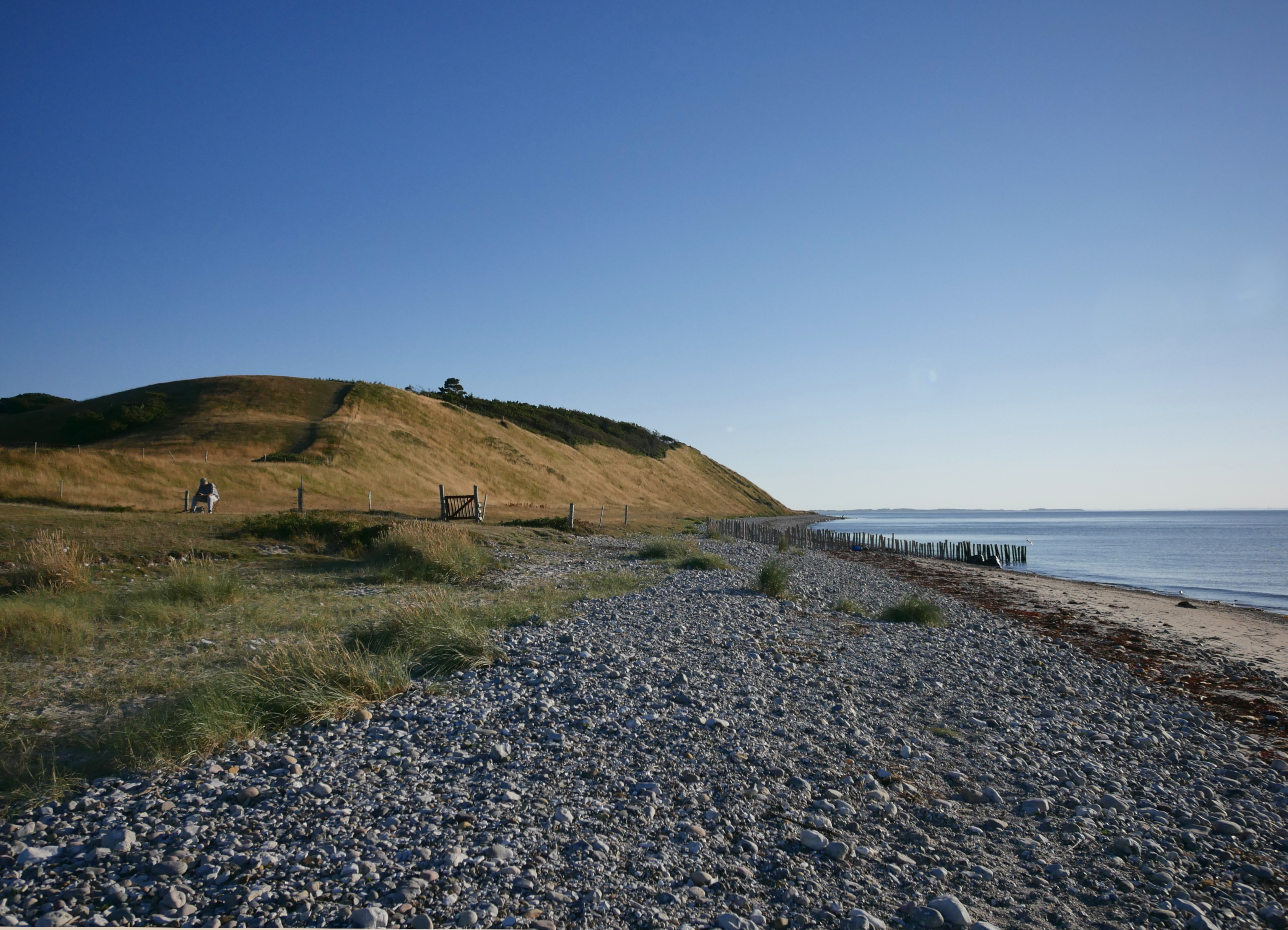
Endmoränenlandschaft der Nordby bakker

Die Insel ist stark gegliedert. Der nördliche Teil war ursprünglich eine eigene Insel. Die Nordby Bakker sind wie die Sandhügel und Erosionstäler auf der benachbarten Halbinsel Mols Endmoränen der Pommern-Phase. Den höchsten Punkt bildet der Ballebjerg mit 64 Metern. Das Urstromtal Langdal durchzieht das Areal.
Infolge der nacheiszeitlichen Landhebung verlandete die Fahrrinne zwischen Nord- und Südinsel. Die seefahrenden Wikinger legten sie wieder frei, indem der Kanhave-Kanal ausgehoben wurde.
Hauptort ist das im Mittelalter begründete Nordby (207 Einwohner); einige Häuser aus dem 18. Jahrhundert sind erhalten.

### Stavns-Fjord

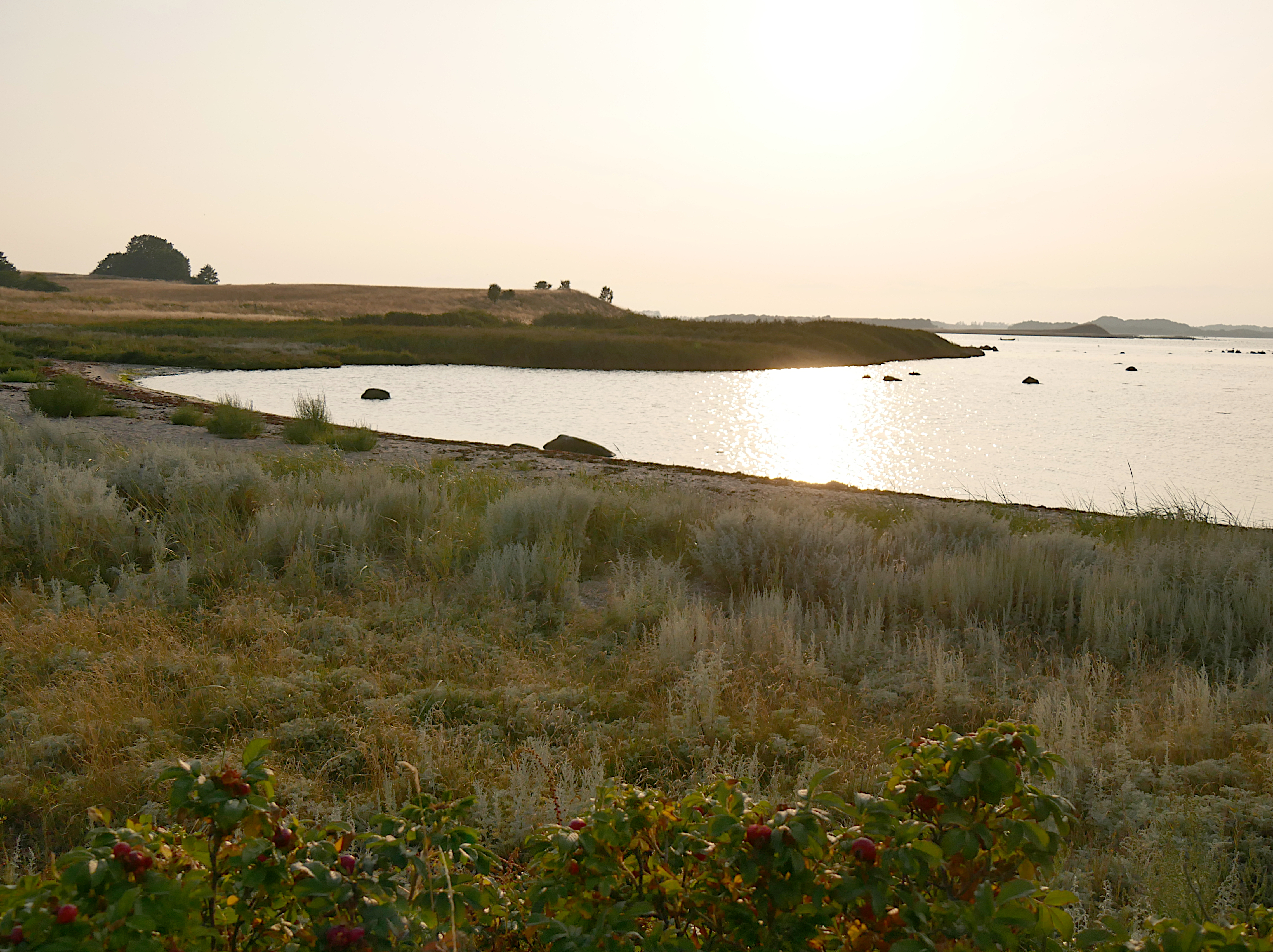
Südküste des Stavns Fjords

Im etwa in Inselmitte liegenden Stavns-Fjord erstreckt sich ein kleiner Archipel. Das ganze Gebiet ist Vogelschutzgebiet und Wildreservat mit einer interessanten Fauna und Flora im Bereich der Brack- und Salzwasserzonen. Inselchen und Sandbänke bieten vom Menschen ungestörte Rückzugsflächen. Hier finden sich auch salzliebende Pflanzen wie das Vitamin-C-reiche Löffelkraut und die Salzaster.

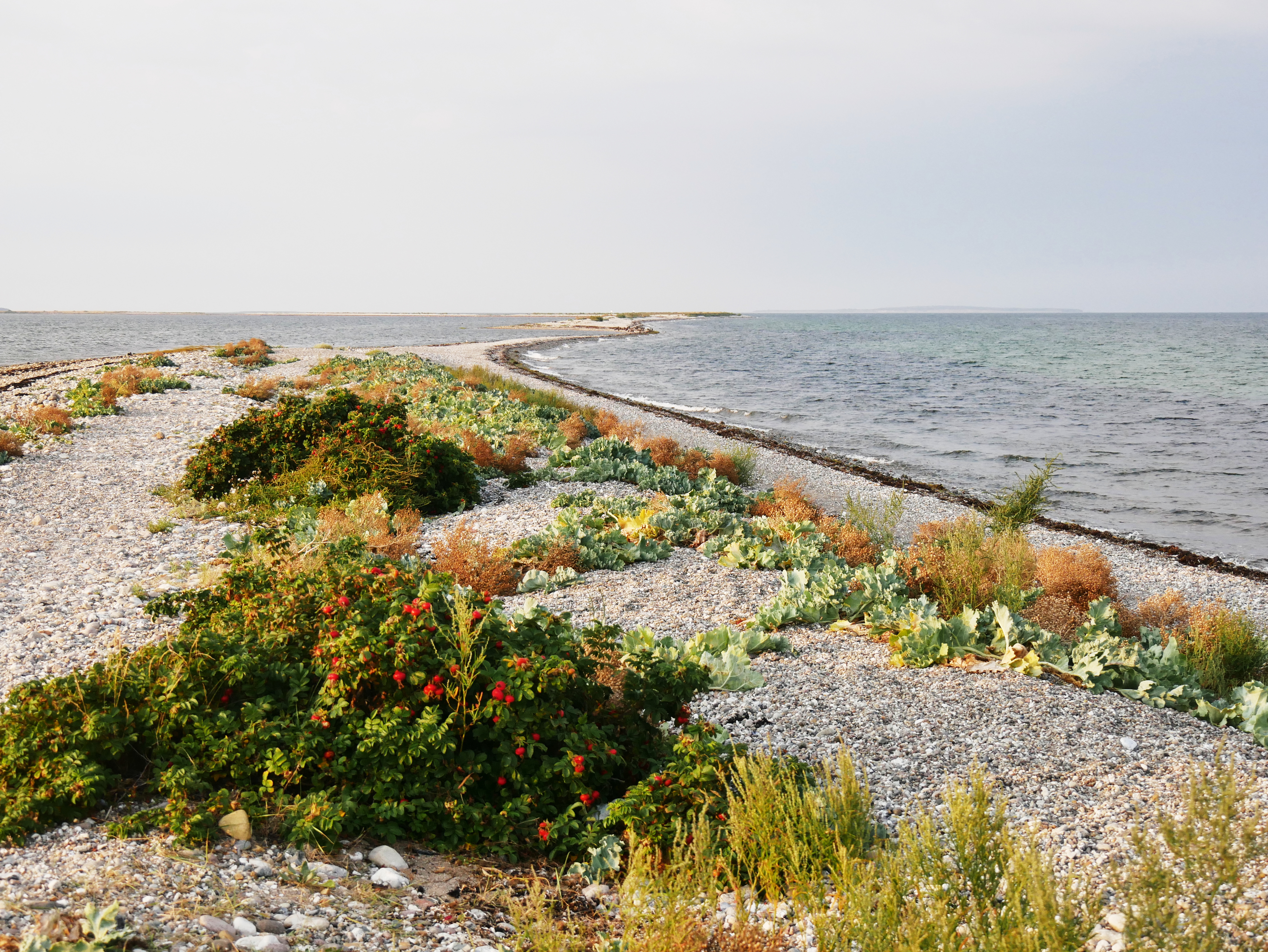
Damm zwischen den kleinen Inseln im Stavns Fjord

Im Norden des Stavnsfjordes befindet sich der kleine Hafen Langør. Der Stavns-Fjord wird im Osten durch eine fünf Kilometer lange Landzunge Besser Rev mit der Nordspitze Havnehage vom Samsø-Belt abgeschirmt.
Im Stavns-Fjord liegen folgende Inselchen:
- Mitte: Hjortholm, Karlskold, Mejlesholm, Yderste Holm und Kolderne
- Nordwesten: Sværm, Ægholm und Hundsholm
- Süden: Eskeholm, Brokold und Barnekold; alle drei sind bei Ebbe (30 cm Tidenhub) durch einen Wattweg mit Samsø verbunden.

Dem Stavns-Fjord vorgelagert liegen im Samsø-Belt:
- Kyholm, Lindholm-Rumpen
- Vejrø und Bosserne

### Süden

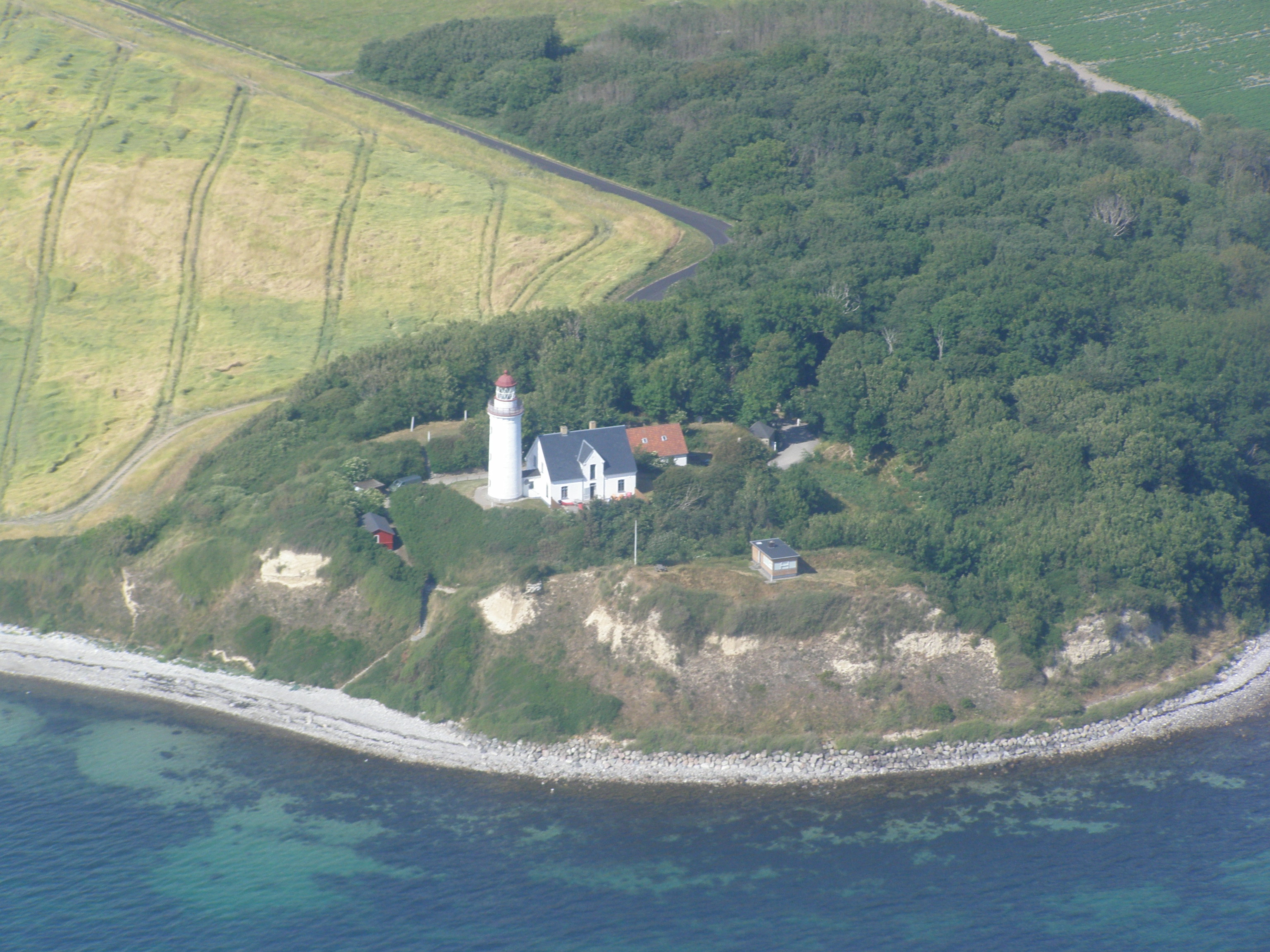
Vesborg Fyr an der Südspitze von Samsø

Der Süden von Samsø wird überwiegend landwirtschaftlich genutzt. Die Zahl der Biobauern steigt. In Onsbjerg wurde 1888 der erste Kleinbauernverband zur Verbesserung der wirtschaftlichen Lage der Landwirte gegründet. Die Kirche von Tranebjerg war Steuerstelle und Wehrkirche zugleich.
Der Leuchtturm Vesborg an der Südwestküste markiert näherungsweise die geographische Mitte Dänemarks. Er steht Besuchern offen und bietet eine Fernsicht bis zu den Nachbarküsten von Jütland, Fünen und Seeland.
Größter Ort ist Tranebjerg (843 Einwohner). Der höchste Punkt des südlichen Inselteils ist Dyret mit 51 Metern.

## Tourismus

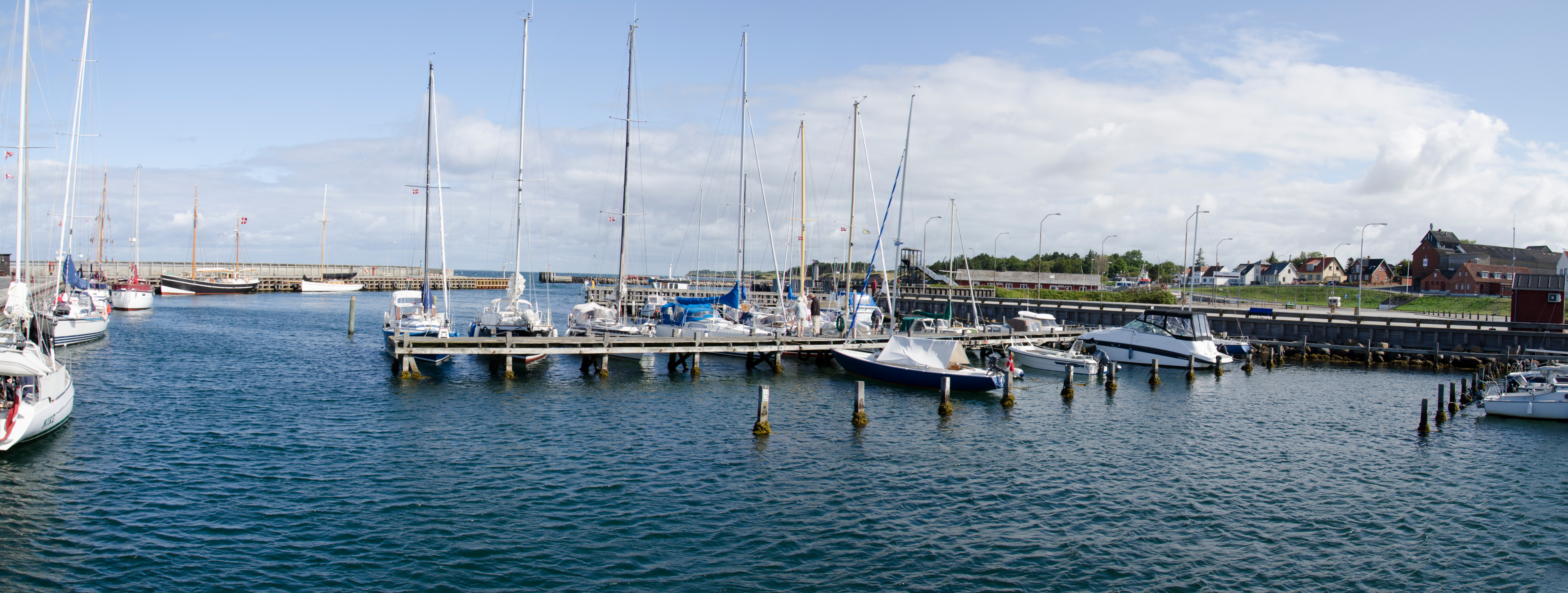
Yachthafen in Kolby Kås

Samsø ist ein beliebtes Urlaubsziel, etwa durch den ca. zehn Kilometer langen Sandstrand in der flachen Sælvigbugt. Die schmalen Verbindungsstraßen zwischen den kleinen Ortschaften sind für Radfahrer und Wanderer attraktiv.
Für Segler interessante Häfen befinden sich in Langør, Mårup und Ballen.

### Mühlen und Museen
Die Bockwindmühle Brundby Stubmølle steht in Brundby, die Holländermühle bei Kolby. Das älteste Museum auf der Insel ist das Samsø-Museum im Ortskern von Tranebjerg. Es besteht aus zwei Teilen: Einer ehemaligen Molkerei, die als Ausstellungsgebäude für eine Ausstellung mit historischen Fotos eingerichtet ist und daneben einem rekonstruierten Bauernhof mit authentischer Einrichtung. Ebenfalls in Tranebjerg liegt das Samsø Tekniske Museum mit einer Ausstellung von Fahrzeugen. Im Süden der Insel liegt nahe der Westküste der Museumsbauernhof Fredensdal mit Bauerngärten und Tieren im Zeitschnitt von etwa 1930.

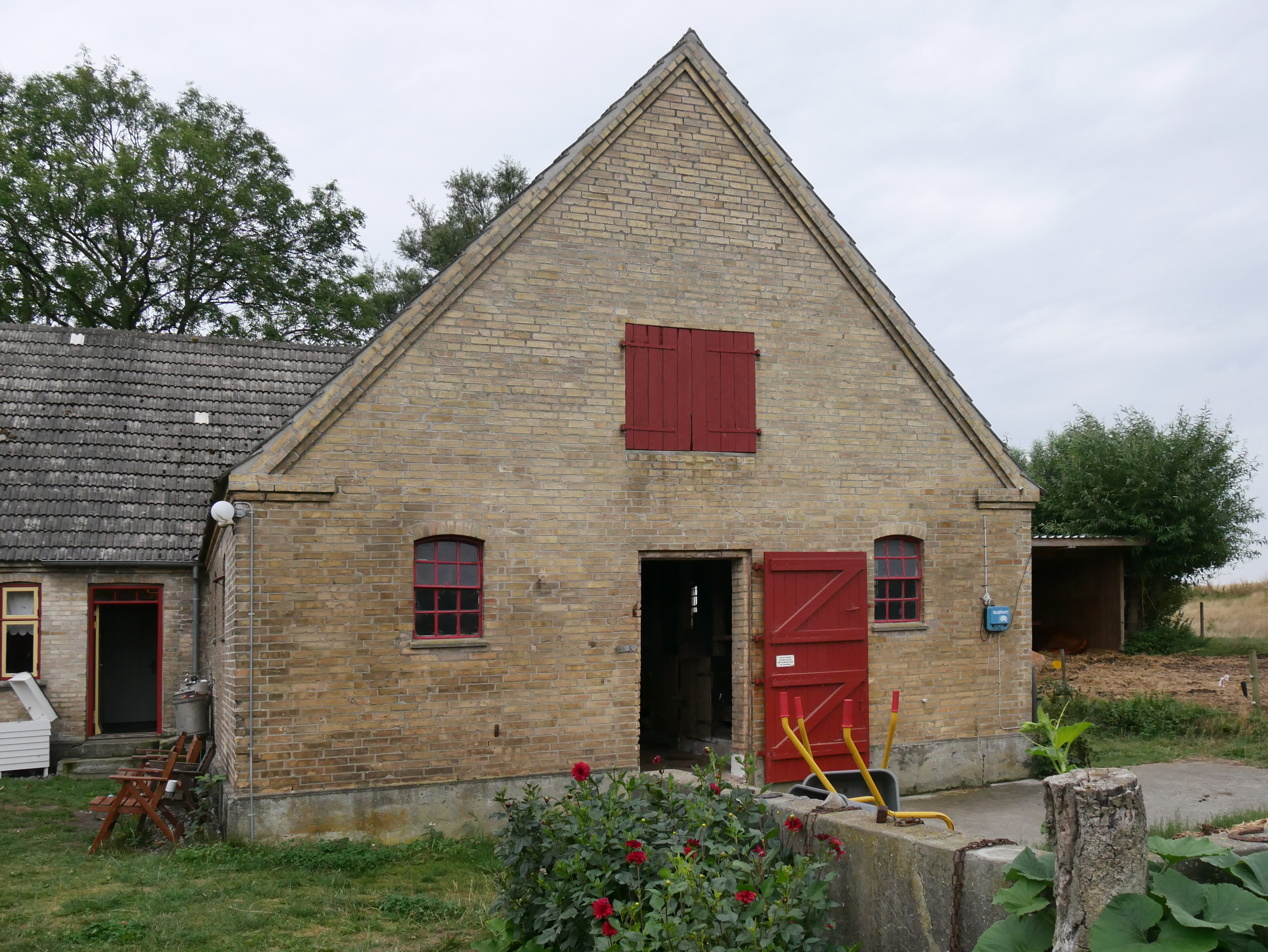
Fredensdal Museum Hauptgebäude
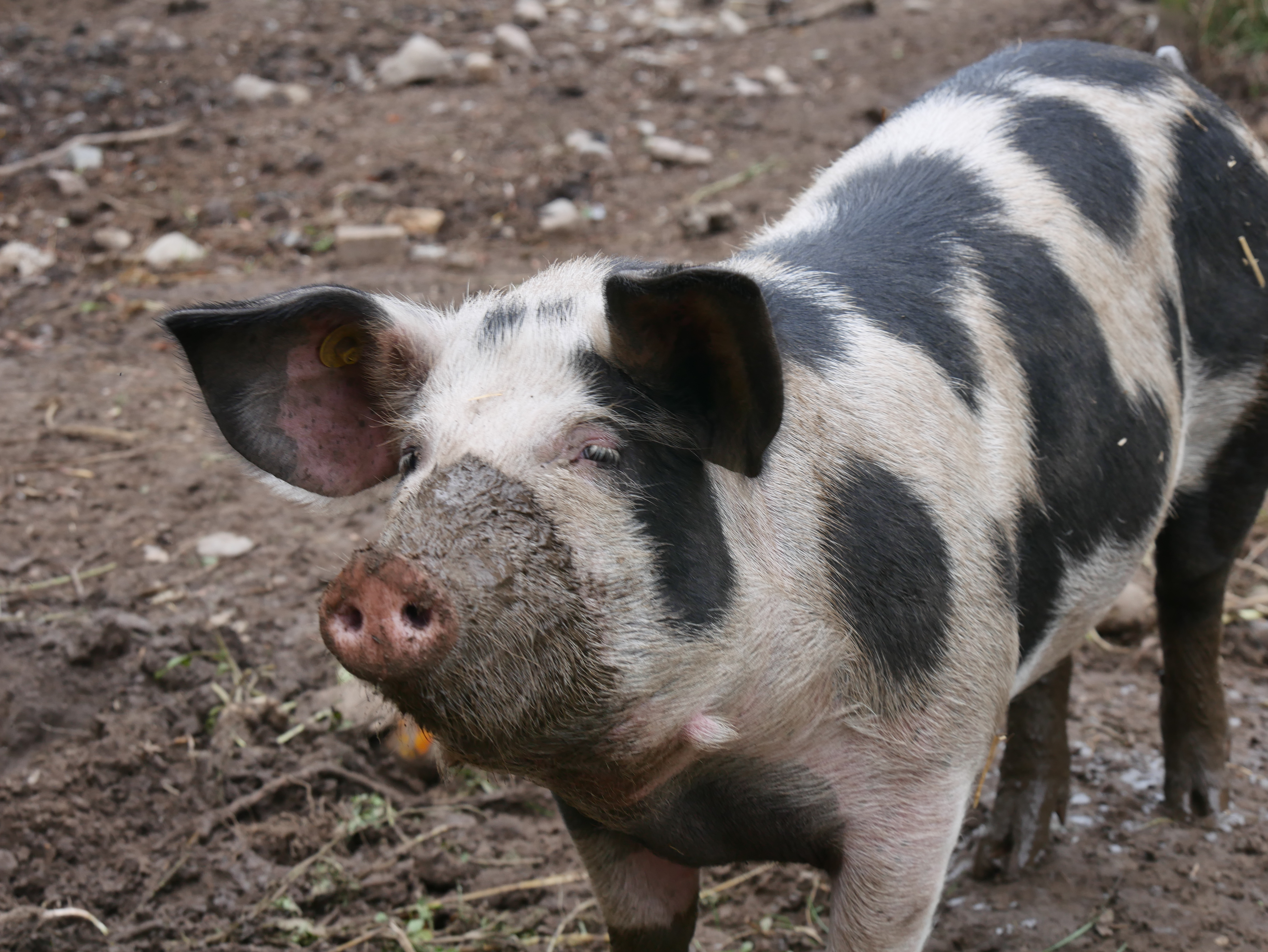
Tiere im Fredensdal Museum
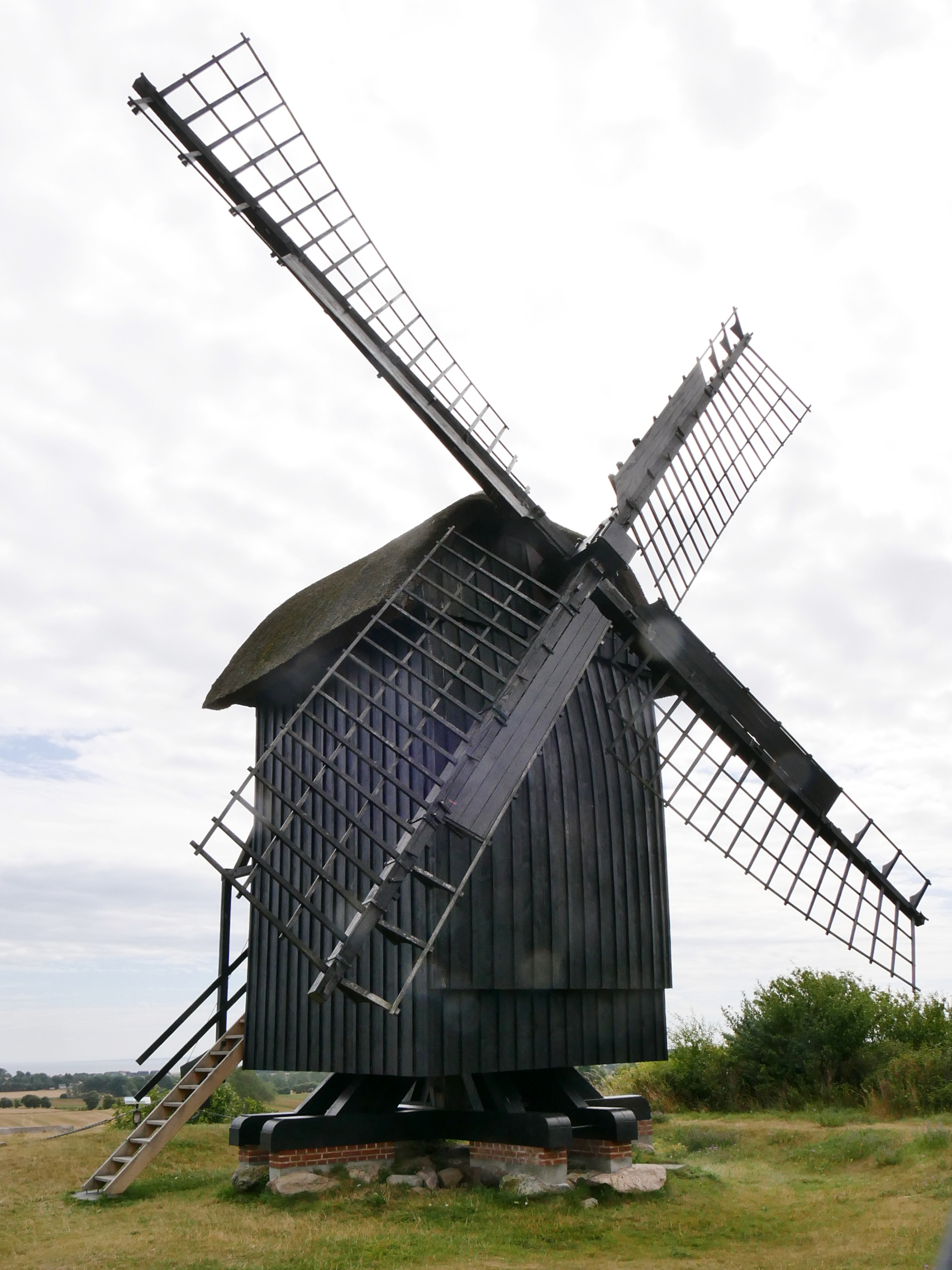
Brundby Stubmølle
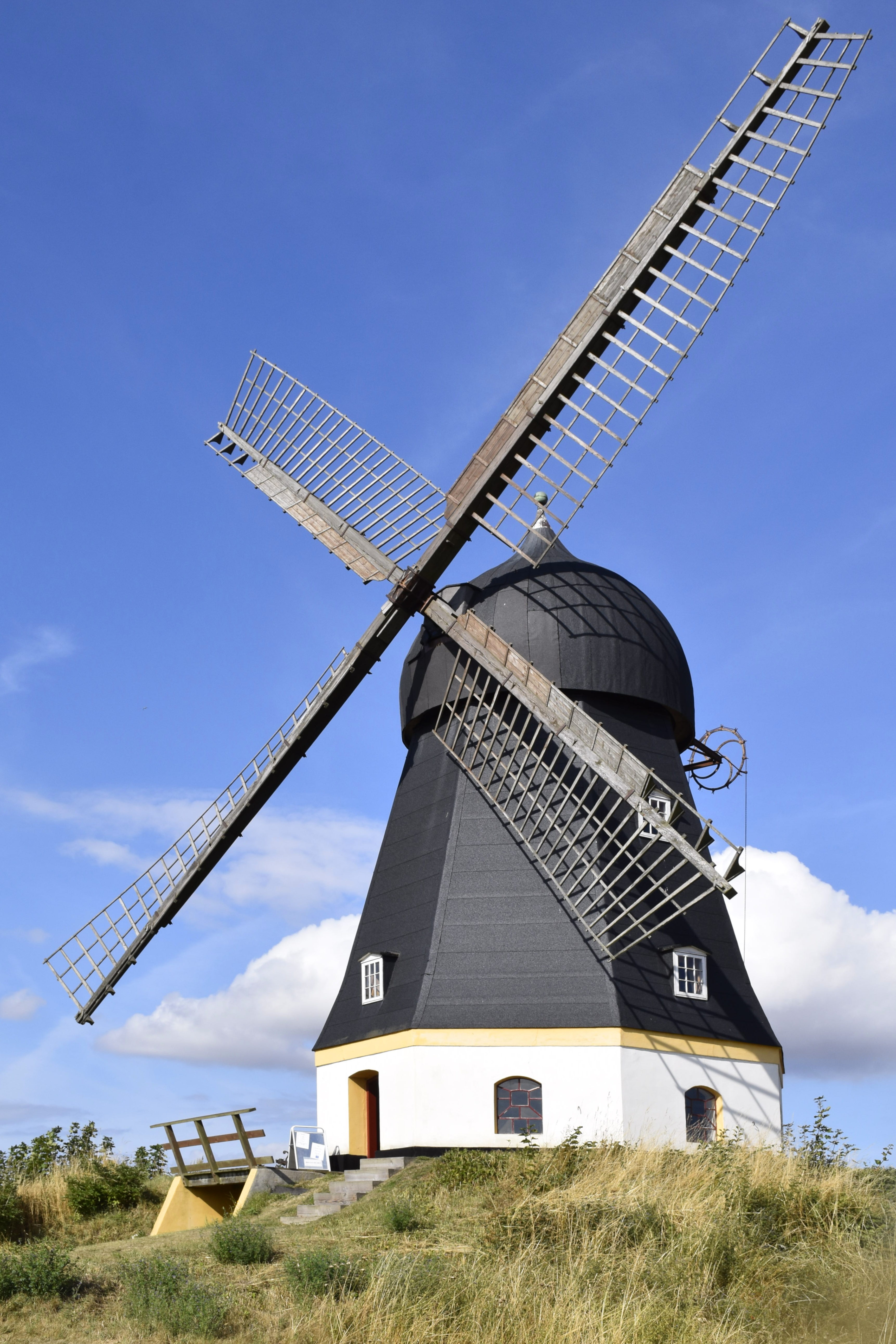
Kolby Mølle
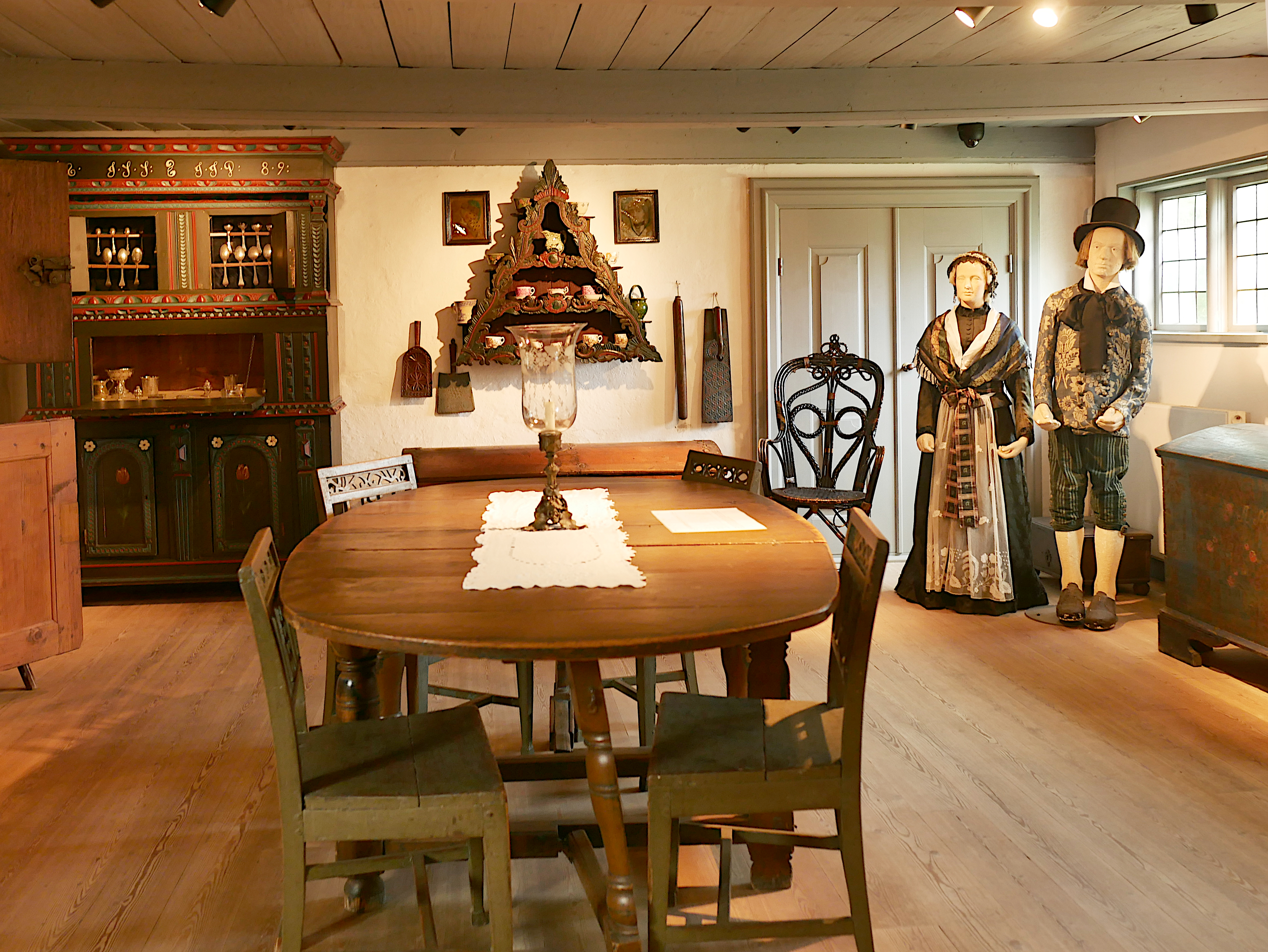
Bauernstube im Samsø Museum
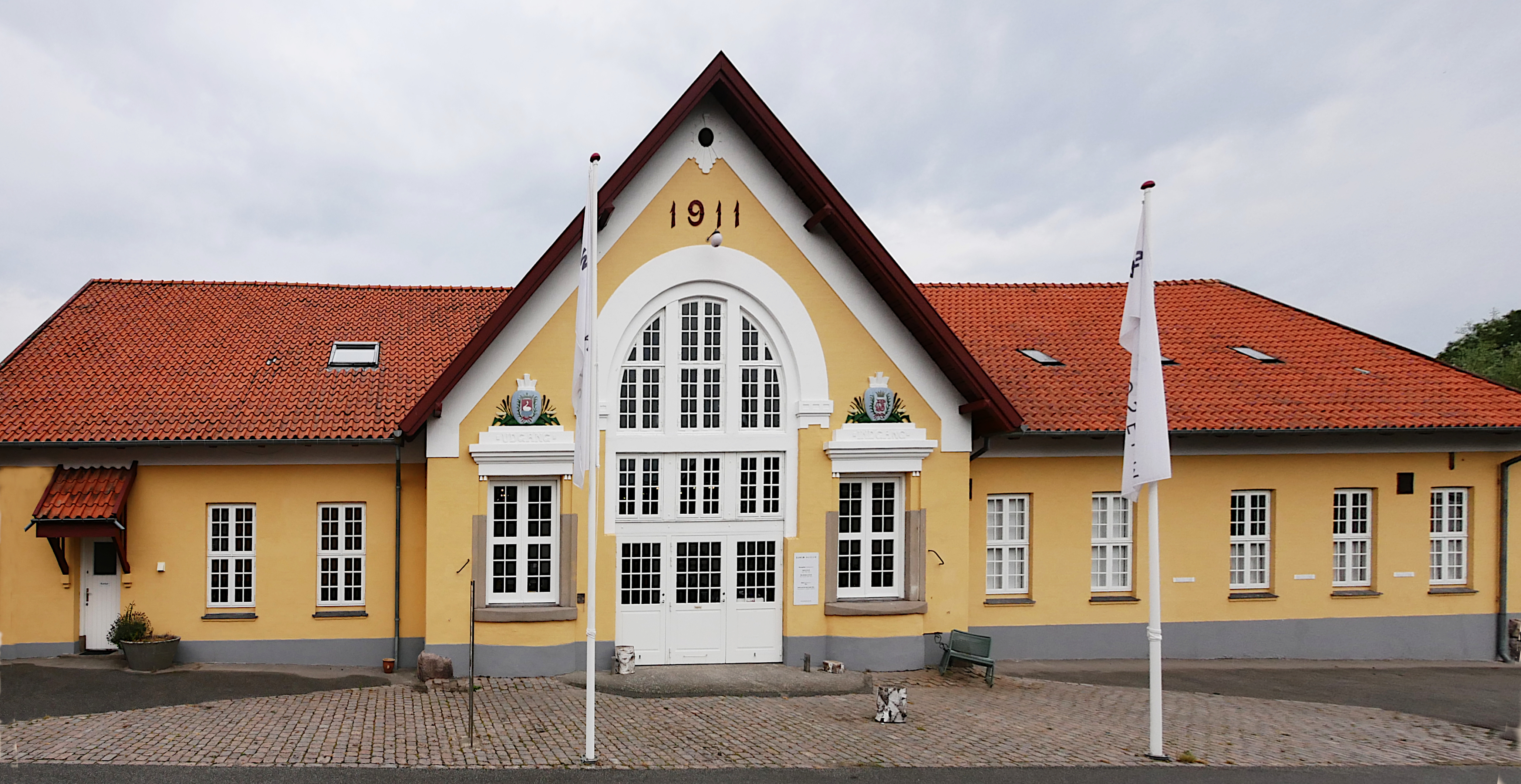
Hauptgebäude des Samsø Museums

### Mittelalterliche Kirchen

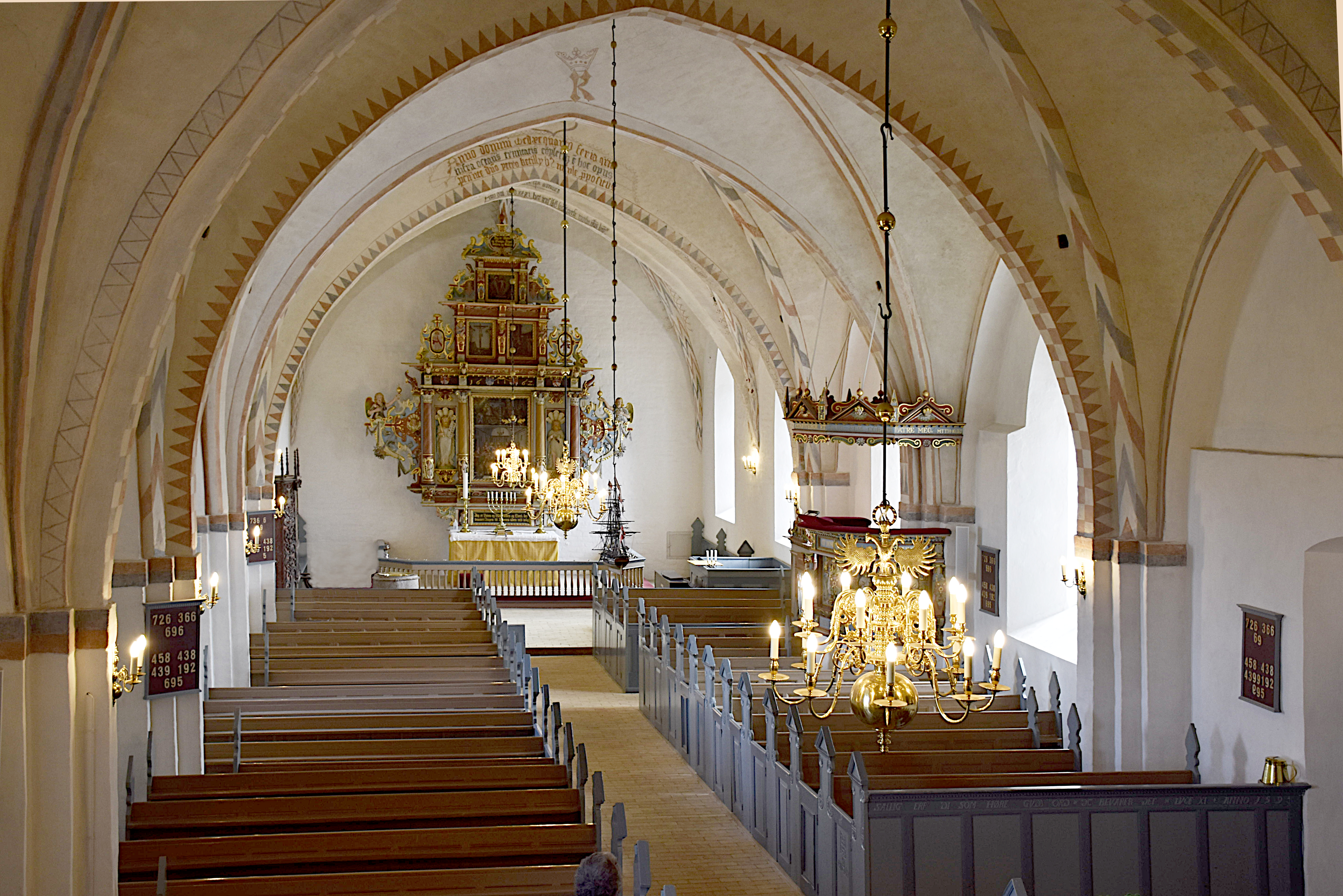
Innenraum der Kirche von Nordby

Auf Samsø liegen fünf gotisch-romanische Kirchen mit mittelalterlichen Kalkmalereien und einer Ausstattung aus der Zeit der Spätrenaissance bzw. des Frühbarocks. Zwei weitere traditionell gebaute Kirchen stammen aus der Zeit kurz nach 1900.
Mittelalterliche Kirchen: Besser Kirke, Kolby Kirke, Nordby Kirke, Onsbjerg Kirke, Tranebjerg Kirke
Weitere Kirchen: Langør Kirke, Ørby Kirke

### Denkmäler aus der Vorzeit
Die Südinsel hat eine Reihe von Vorzeitdenkmälern:
- Nördlich von Lushagen liegt der Dolmen Knøsen
- der Janeshøj ist ein verfülltes Ganggrab
- Am Strand befindet sich die Heilige Quelle Ilsemade kilde
- die Rævebakkerne (Fuchshügel) sind sechs Grabhügel bei Sælvig. Rævebakken ist auch der Name eines doppelten Ganggrabes (dänisch: Dobbelt- oder Tvillingejættestuer)

- die Steinkiste von Besser, ist jetzt vor dem Museum aufgebaut
- das Ganggrab von Ørby, liegt nördlich des Ortes.
- der Tyvhøj oder Kongehøjen liegt bei Tranebjerg
- Nils Halses Høj ist ein Urdolmen an der Sælvig Bucht.
- Stenstuen ist einer der besser erhaltenen Dolmen.

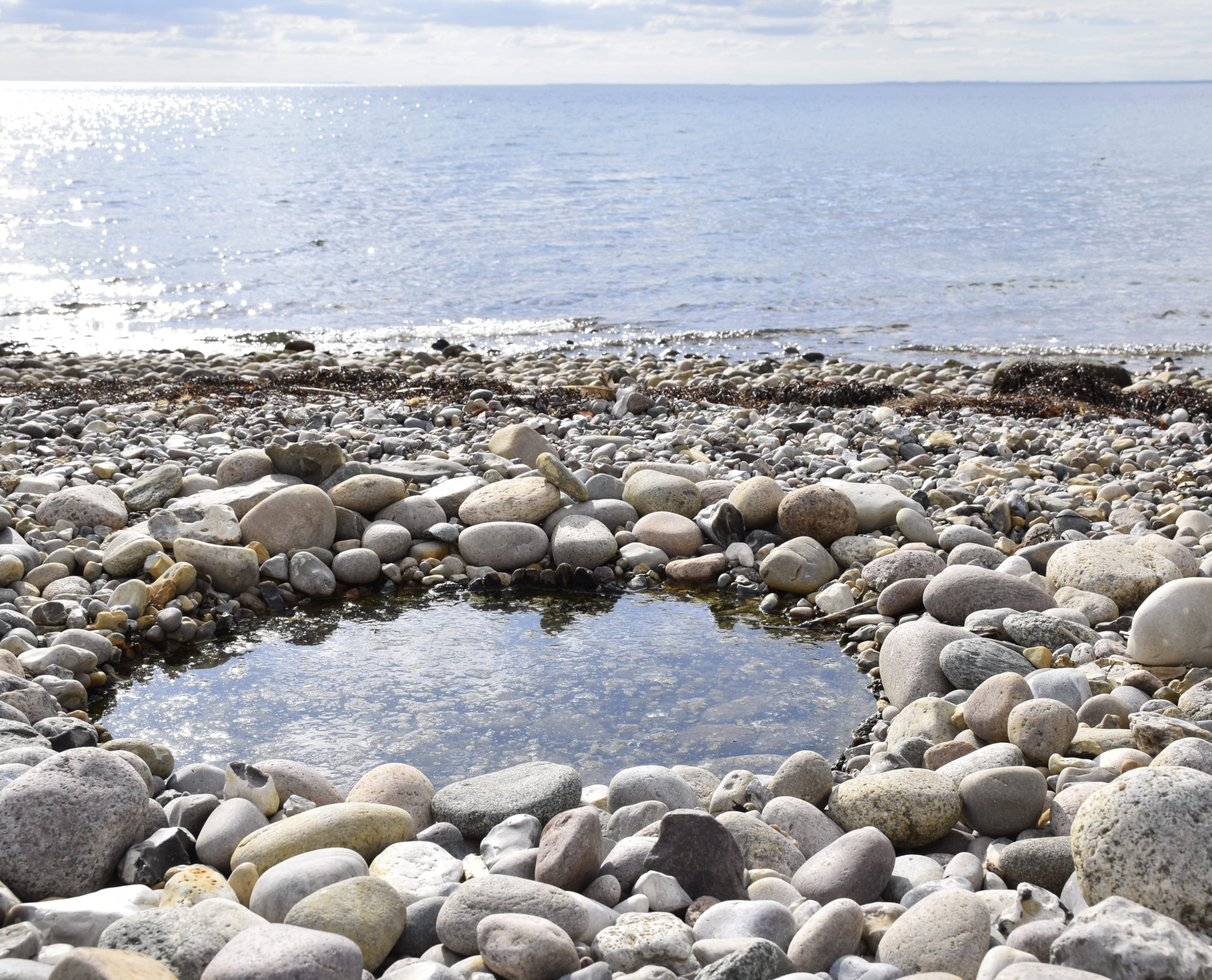
Heilige Quelle Ilsemade Kilde
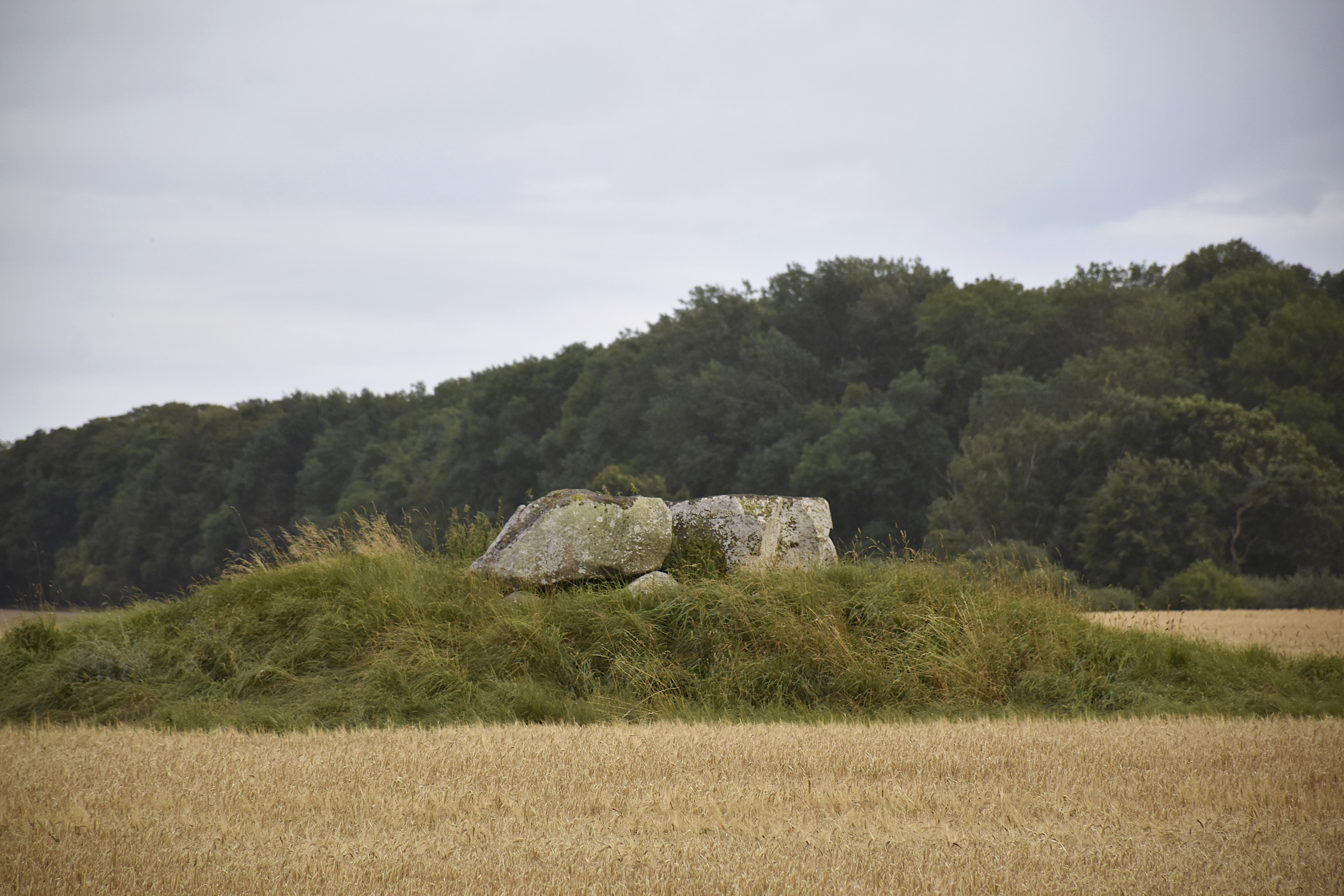
Huuslod Jættestue
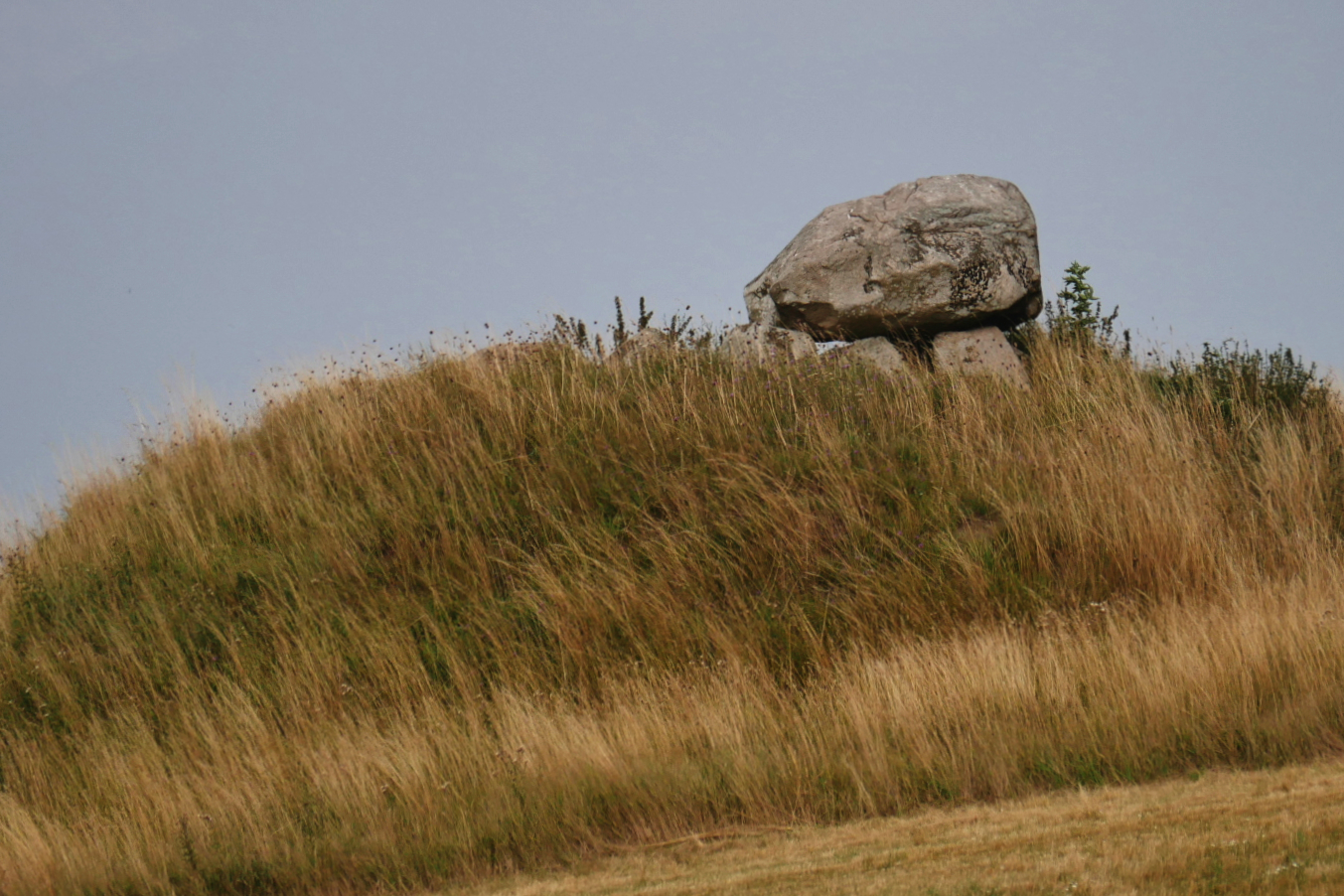
Ingeborg Hoy Jæstutte
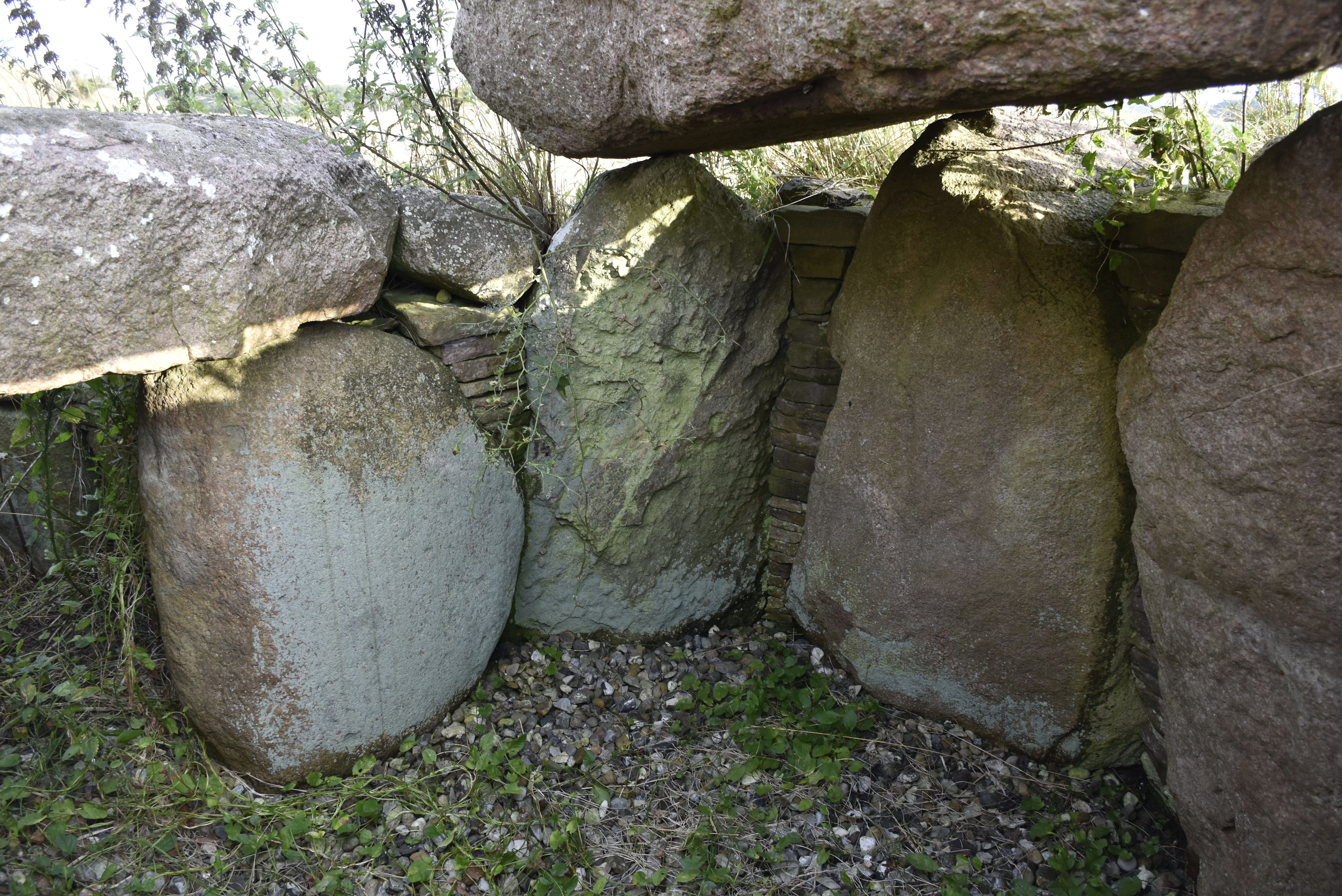
Aasmarks Høj

## Geschichte

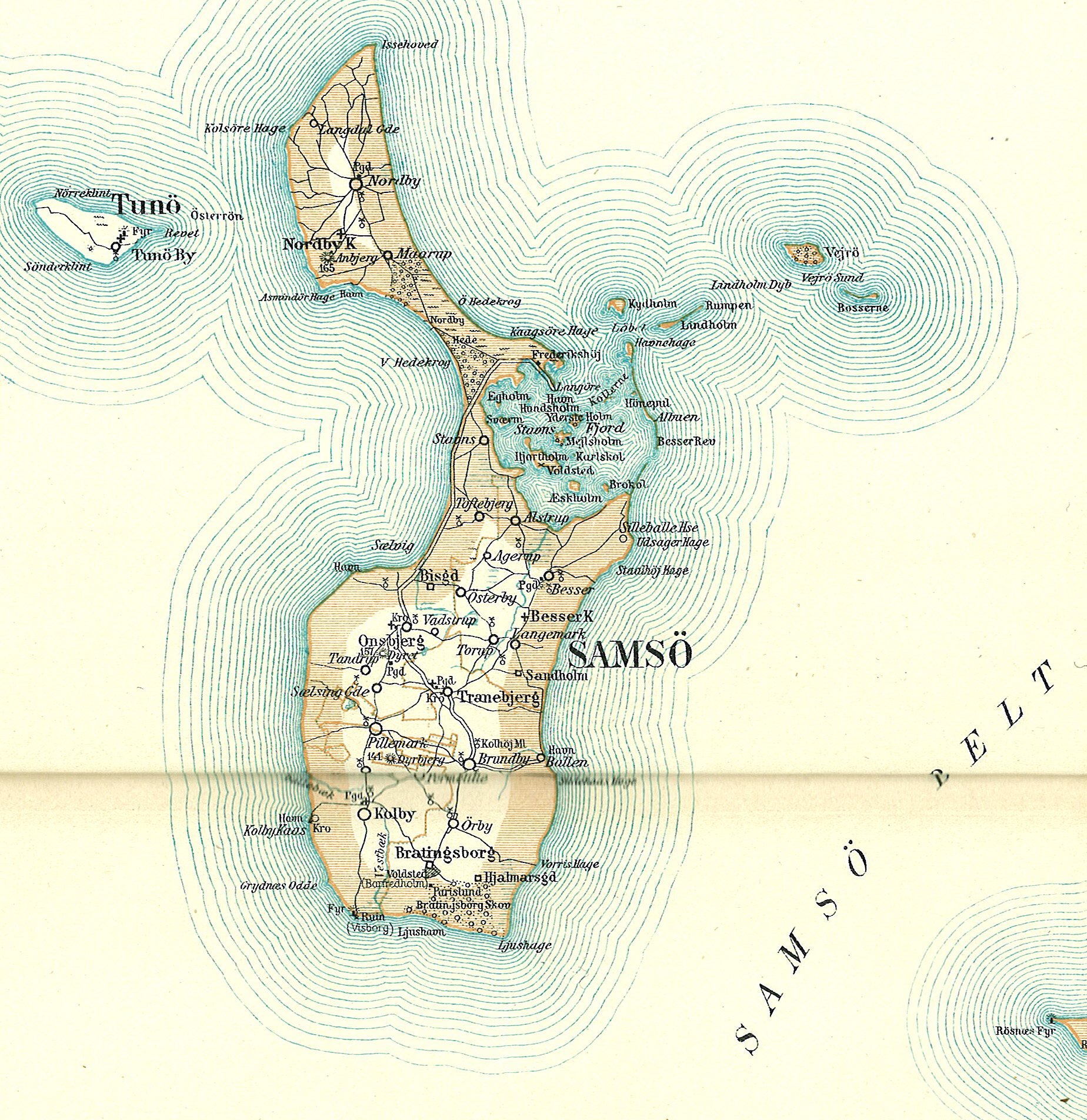
Karte von Samsø

Samsø wurde in der Steinzeit besiedelt. Aufgrund ihrer zentralen Lage in der Ostsee wurde die Insel in der Wikingerzeit als Versammlungsort genutzt. Die Insel entwickelte sich zu einem strategischen Ort. Die Wikinger gruben um 726 einen flachen Kanal an der schmalsten Stelle der Insel, den Kanhave-Kanal. Er war ursprünglich 500 Meter lang und elf Meter breit und ermöglichte die Verlegung von Schiffen und Flotten.
Später wurde Samsø Krongut verschiedener dänischer Könige. Auch in späteren Kriegen verlor Samsø seine strategische Bedeutung nicht. Im Stavns-Fjord, am Ende von Besser Rev, kann man noch Reste von Wehrschanzen finden.
Um 1675 wurde die Insel von Magdalena Gersdorff für ihren Geliebten, den Reichskanzler Peder Schumacher Griffenfeld, erworben. Kurze Zeit später wurde dieser von König Christian V. zum Tode, dann zu lebenslanger Haft verurteilt. Sophie Amalie Moth, die 15-jährige Tochter seines bürgerlichen Leibarztes Paul Moth und Mätresse des Königs, erhielt daraufhin die Insel geschenkt, und Sophie Amalie wurde „Gräfin von Samsø“. Charlotte Amalie von Hessen-Kassel, die Gemahlin des Königs, duldete seine Mätresse. Christian Gyldenløve, der Sohn von Sophie Amalie und König Christian V., und seine Nachkommen, das Adelsgeschlecht Danneskiold-Samsøe, behielten Samsø als Lehnsgrafschaft.
Am 1. April 1962 wurde die Insel eine eigene Kommune im Holbæk Amt, die im Zuge der Kommunalreform zum 1. April 1970 ins Århus Amt überführt wurde. Heute gehört die Kommune zur Region Midtjylland. Sie ist nach Læsø und Fanø die drittkleinste Kommune Dänemarks. Diese drei – allesamt Inselkommunen wie auch die nächstgrößeren Kommunen Ærø und Langeland – sind die einzigen dänischen Kommunen mit weniger als 5.000 Einwohnern.

### Kirchspielgliederung bis 2014
Bis 1962 bildeten die fünf Kirchspiele (dän.: Sogn) auf Samsø eine eigene Harde (Samsø Herred). Am 1. Mai 2014 wurden die fünf Kirchspiele der Insel zusammengelegt. Das neue Samsø Sogn gehört zum Bistum Århus. Die Zusammenlegung der Sogne bezieht sich nur auf die kirchlichen Belange. In ihrer Eigenschaft als Matrikelsogne, also als Grundbuchbezirke der Katasterbehörde Geodatastyrelsen, wirken sich seit Abschaffung der Hardenstruktur 1970 solche Änderungen nicht mehr aus.
| Kirchspiel      | Einwohner Stand: 1. April 2014 | Karte                  | Ortschaft | Einwohner Stand: 1. Januar 2025 |
| --------------- | ------------------------------ | ---------------------- | --------- | ------------------------------- |
| Nordby Sogn     | 430                            |                        | Nordby    | 207                             |
| Onsbjerg Sogn   | 664                            | Onsbjerg               | 240       |                                 |
| Besser Sogn     | 499                            |                        |           |                                 |
| Tranebjerg Sogn | 1.674                          | Tranebjerg Brundby (a) | 843 < 200 |                                 |
| Kolby Sogn      | 479                            |                        |           |                                 |

Ebenfalls aufgeführt sind Ortschaften ab 200 Einwohnern; bei Eintrag 0 liegt die tatsächliche Zahl zwischen 0 und 199.

## Wirtschaft

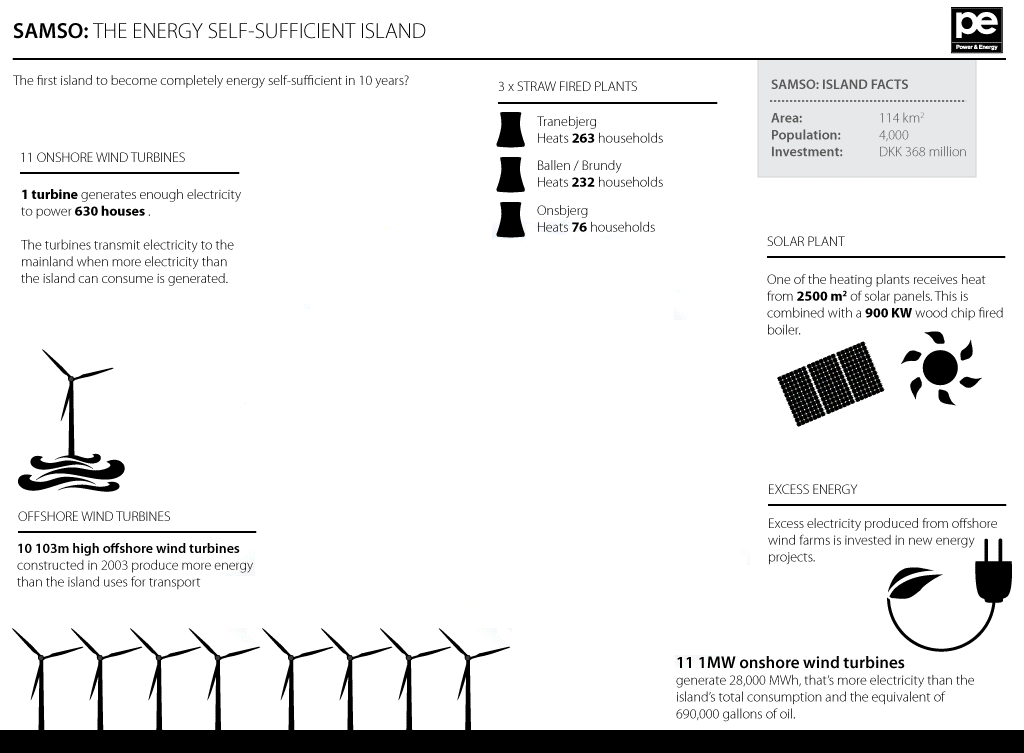
Erneuerbare Energie auf Samsø

Die Insel wirbt mit ihrem ökologischen Bewusstsein. 1997 wurde sie zu Dänemarks „Insel der erneuerbaren Energie“ ernannt, mit dem Ziel, Samsø vor 2030 vollständig unabhängig von fossilen Brennstoffen zu machen. Die Insel ist durch Windkraftanlagen (darunter einem Offshore-Windpark bestehend aus zehn 2,3-MW-Anlagen von Siemens Windenergie), einem  Sonnenkraftwerk und Biogasanlagen weitgehend energieunabhängig und exportiert bereits 40 % ihrer Energieerzeugung. Beispielhaft ist bei diesem Energie-Insel-Projekt die Einbindung der ortsansässigen Bevölkerung: „In so einem Projekt müssen so viele Menschen wie möglich Eigentümer werden (…) Dann bekommen sie eine wirklich positive Einstellung dazu.“

## Verkehr

### Schiff
Die Insel ist per Fähre von Jütland bzw. Seeland aus zu erreichen. Die Verbindung für Kraftfahrzeuge mit Jütland besteht mit dem Fährschiff Prinsesse Isabella zwischen Sælvig und Hov, nach Seeland verkehrt eine Fähre zwischen Ballen und Kalundborg. Ab Aarhus gibt es eine Schnellfähre für Fußgänger und Fahrradfahrer, die nach Sælvig verkehrt.
Häfen auf Samsø
- Ballen Færgehavn (⊙ Fährhafen)
- Ballen Lystbådehavn (⊙ Sportboothafen)
- Kolby Kås Havn (⊙ Sportboothafen)
- Langør Havn (⊙ Fischerei- und Sportboothafen)
- Mårup Havn (⊙ Sportboothafen)
- Sælvig Havn (⊙ Fährhafen)

### Flug
Samsø verfügt über einen Flugplatz mit einer 695 m langen Start- und Landebahn (Gras). ⊙